# Hans J. Schäfer
Hans Jürgen Schäfer (* 20. April 1937 in Mannheim; † 17. August 2024) war ein deutscher Chemiker, emeritierter Professor für organische Chemie an der Universität Münster.

## Leben
Schäfer studierte Chemie an der Universität Heidelberg, an der er 1963 bei Ulrich Schöllkopf promoviert wurde. Als Post-Doktorand war er bis 1966 bei Kenneth B. Wiberg an der Yale University. 1970 habilitierte er sich in Göttingen, erhielt 1971 ein Dozenten-Stipendium des Fonds der Chemischen Industrie und wurde 1973 Universitätsprofessor in Münster. 1988 war er Dekan des Fachbereichs Chemie und von 1990 bis 1994 Mitglied des Universitätssenats.
Er forschte unter anderem über organische Elektrosynthese (u. a. C-C-Verknüpfungen und Funktionsgruppenumwandlung, regioselektive Oxidation von C-H-Bindungen in Fettsäuren und Steroiden, stereoselektive Reaktionen von elektrochemisch erzeugten Reaktionszwischenprodukten), Radikalreaktionen, Synthese von Naturstoffen (Morphine, Taxane, Guaianolide (Sesquiterpenlactone), Alkaloide wie Indolizidine und Chinolizidine), selbstorganisierte supramolekulare Strukturen in der Fett-Chemie und Konvertierung von Fettsäuren im Rahmen der Chemie nachwachsender Rohstoffe.
1989 erhielt er den Preis der Japan Society for the Promotion of Science, 1998 den Manuel Baizer Award der Electrochemical Society und 2002 die Normann-Medaille der Deutschen Gesellschaft für Fettwissenschaft. 1985 wurde er Mitglied im Rat der DECHEMA für Elektrochemische Prozesse. Von 1993 bis 1998 war er Koordinator des EU-Netzwerks Electron Transfer. Er war im Beirat der Zeitschrift Fett, Lipid.
Neben Dieter Hoppe und Gerhard Erker war er Herausgeber des Buches F. A. Carey, R. J. Sundberg: Organische Chemie - Ein weiterführendes Lehrbuch. Übersetzung der dritten englischsprachigen  Auflage. Wiley-VCH, Weinheim 1995, ISBN 3-527-29217-9, S. 1635.